# Dendrophthora buxifolia
Dendrophthora buxifolia là một loài thực vật có hoa trong họ Santalaceae. Loài này được (Lam.) Eichler mô tả khoa học đầu tiên năm 1868.